# Izvoarele Sucevei
Izvoarele Sucevei est une commune de Roumanie, située dans le județ de Suceava.

## Démographie
Lors du recensement de 2011, 55,11 % de la population se déclarent ukrainiens et 43,23 % roumains (1,55 % ne déclarent pas d'appartenance ethnique et 0,09 % déclarent appartenir à une autre ethnie).

## Politique
| Parti | Parti                                      | Sièges |
| ----- | ------------------------------------------ | ------ |
|       | Parti national libéral (PNL)               | 6      |
|       | Parti social-démocrate (PSD)               | 4      |
|       | Alliance des libéraux et démocrates (ALDE) | 1      |